# Référendum constitutionnel moldave de 2024
Le référendum constitutionnel moldave de 2024 a lieu le 20 octobre 2024 afin de permettre à la population de la Moldavie de se prononcer sur l'inscription dans la constitution de l'objectif d'adhésion du pays à l'Union européenne (UE).
Organisé en même temps que le premier tour de l'élection présidentielle, il est convoqué par la présidente europhile sortante, Maia Sandu, afin d'entériner la trajectoire pro-européenne initiée sous sa présidence. Le scrutin intervient dans le contexte de l'invasion de l'Ukraine par la Russie et de tentatives russes de renversement du gouvernement moldave.
Pour être valide, la révision constitutionnelle doit recueillir la majorité absolue des suffrages exprimés, avec un taux de participation supérieur au tiers des inscrits.
Le scrutin est victime de fraude électorale de la part de la Russie, notamment par l'achat en faveur du « non » de près d'un dixième des suffrages, via un système mis en place par Ilan Shor, homme d'affaires moldave basé à Moscou déjà condamné pour fraude fiscale.
Bien que très serré avec à peine plus de 50 % des voix, le résultat final donne néanmoins une victoire du « oui », avec une participation largement supérieure au quorum exigé. La volonté d'adhésion du pays à l'UE devient ainsi inscrite dans la constitution.

## Contexte

### Gouvernement europhile de Maia Sandu

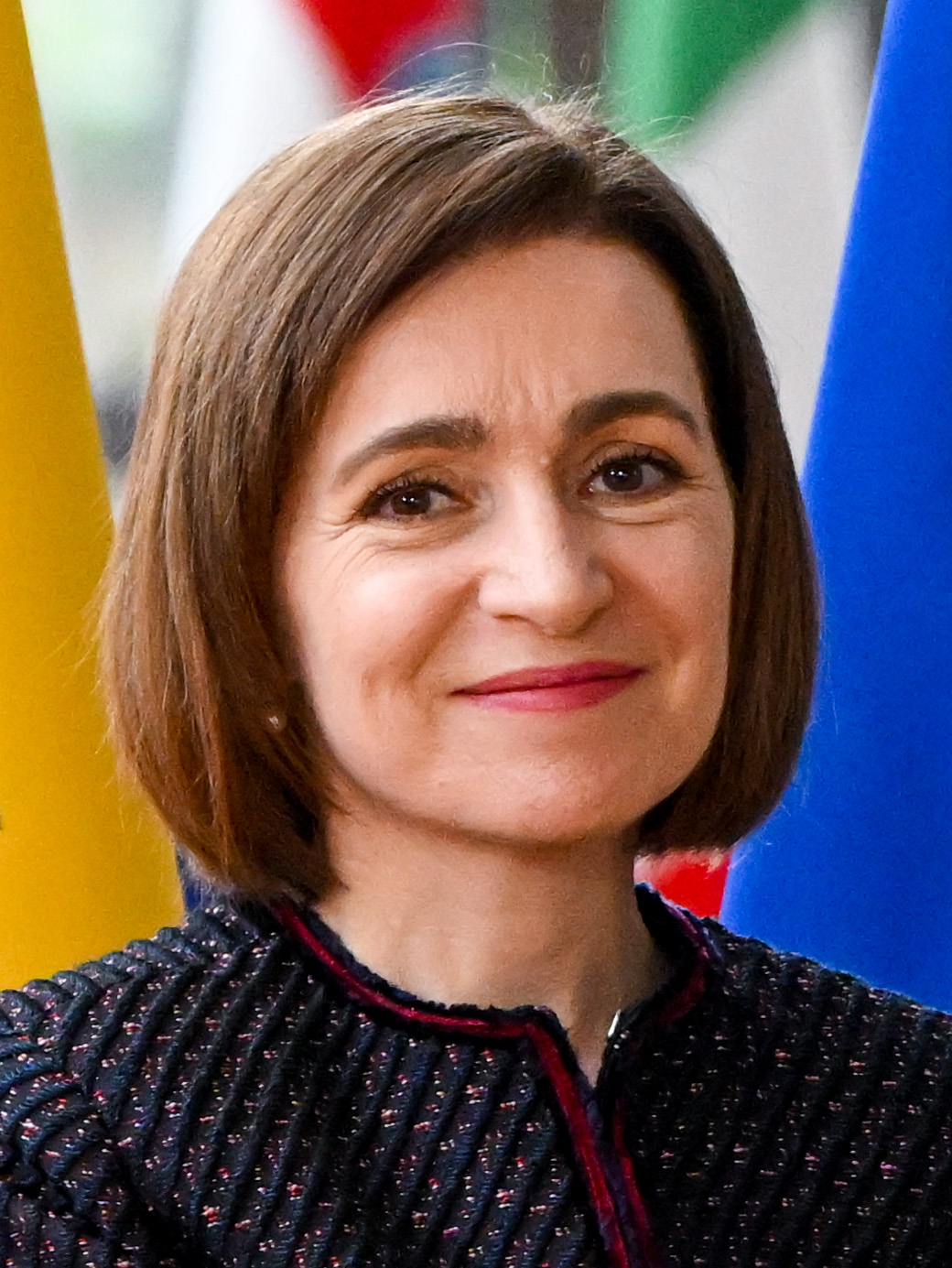
Maia Sandu.

L'élection présidentielle de novembre 2020 voit la victoire au second tour de la candidate europhile Maia Sandu, du Parti action et solidarité (PAS), sur le président sortant Igor Dodon, issu du russophile Parti des socialistes (PSRM),.
À l’étranger, Dodon reçoit le soutien de son homologue russe Vladimir Poutine, qui appelle les Moldaves à reconduire le président sortant tout en accusant les États-Unis d'orchestrer un « scénario révolutionnaire » dans le pays,. Le second tour voit la candidate du PAS l'emporter nettement avec une participation en nette hausse, dans ce qui est perçu comme une baisse de l'influence russe dans le pays. Le bon résultat réalisé par Maia Sandu s’explique alors en partie par le vote de la diaspora, beaucoup plus mobilisée qu’en 2016 et qui se prononce à 93 % en sa faveur. La candidate pro-européenne — qui remporte néanmoins 51 % des voix sur le seul territoire national — bénéficie également de sa réputation d’« incorruptible » alors même que le président sortant est visé par de multiples accusations de corruption,.
Après avoir provoquée l'organisation d'élections législatives anticipées, Sandu bénéficie d'une solide majorité parlementaire résolument europhile, le PAS remportant la majorité absolue des suffrages, ainsi que des sièges du Parlement. Elle initie alors son programme de rapprochement avec l'Union européenne.

### Invasion de l'Ukraine par la Russie et dépôt de la demande d'adhésion

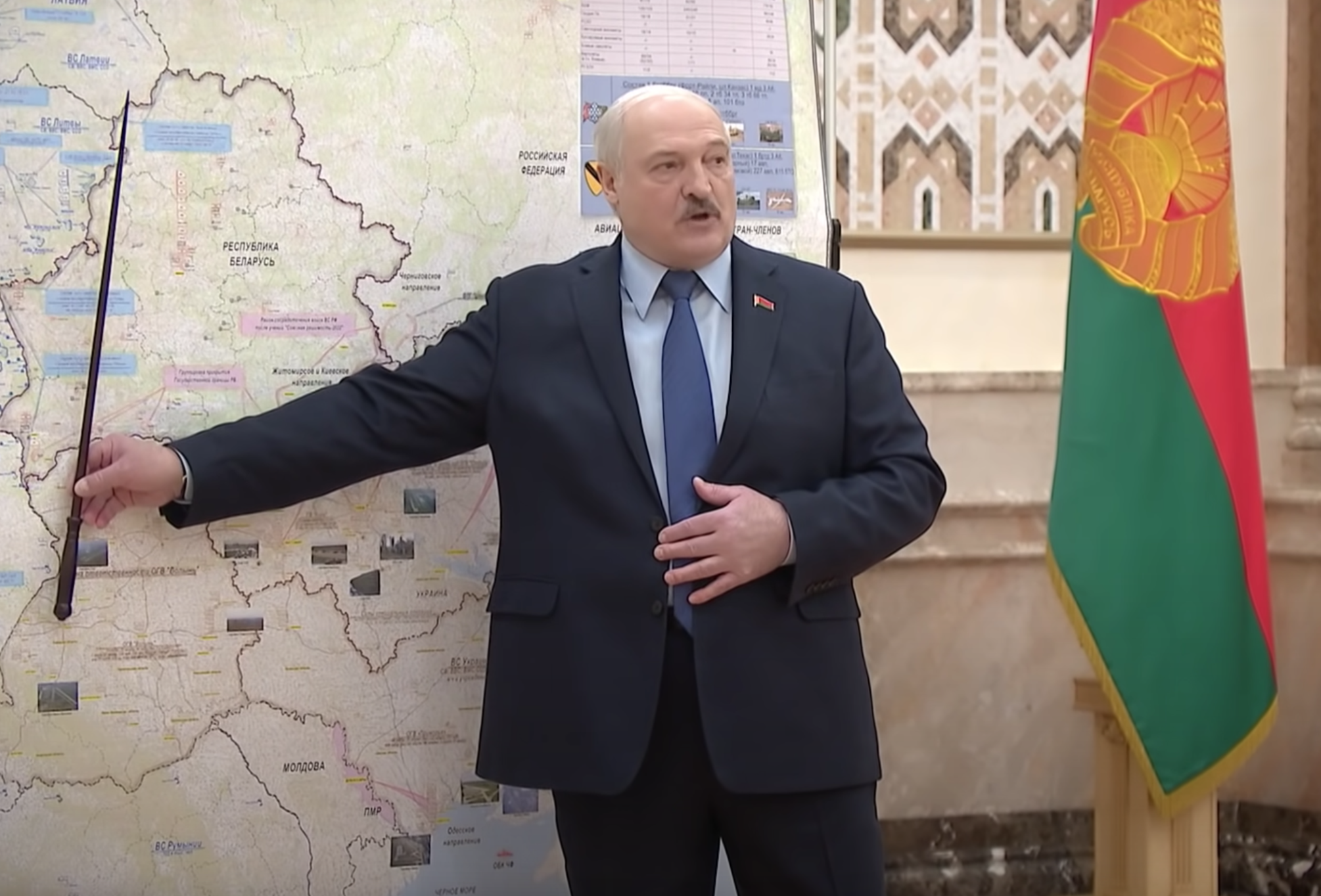
Le président biélorusse Alexandre Loukachenko devant un plan de mouvement des troupes russes vers la Moldavie.

La vie politique de la Moldavie se retrouve profondément affectée par l'invasion de l'Ukraine par la Russie le 24 février 2022. Si le pays n'est pas directement touché par les combats, il est largement considéré comme l'étape suivante de l'avancée russe en cas de victoire sur l'Ukraine, en particulier à cause de l'existence de la république autoproclamée de Transnistrie. Considérée par le Conseil de l'Europe comme un territoire moldave sous occupation militaire russe, cette dernière a fait unilatéralement sécession de la Moldavie en 1990 avec la protection de troupes russes, et réclame depuis à plusieurs reprises son rattachement à la fédération de Russie. En Gagaouzie, une région autonome du sud de la Moldavie majoritairement pro-russe, deux référenda non reconnus par les autorités moldaves organisés en 2014 sur le sujet de l'intégration européenne avaient vu 98 % des suffrages en faveur de l’adhésion à l'union douanière de l'Union eurasiatique et 97 % en défaveur d'une plus grande intégration avec l’UE.
Au premier jour de l'invasion de l'Ukraine par la Russie, Maia Sandu annonce l'ouverture des frontières aux Ukrainiens souhaitant se mettre en sécurité en Moldavie ou y passer pour rejoindre d'autres pays européens . Le 3 mars suivant, elle annonce la signature d'une demande formelle d'adhésion de la Moldavie à l'Union européenne. Les Vingt-sept pays de l'UE répondent favorablement à cette demande et le 23 juin 2022 accordent à l'unanimité le statut de pays candidat à la Moldavie, ainsi qu'à l'Ukraine,. Le 14 décembre 2023, le Conseil européen annonce l'ouverture prochaine des négociations d'adhésion avec la Moldavie, qui fixe 2030 pour date cible de son adhésion à l'UE.

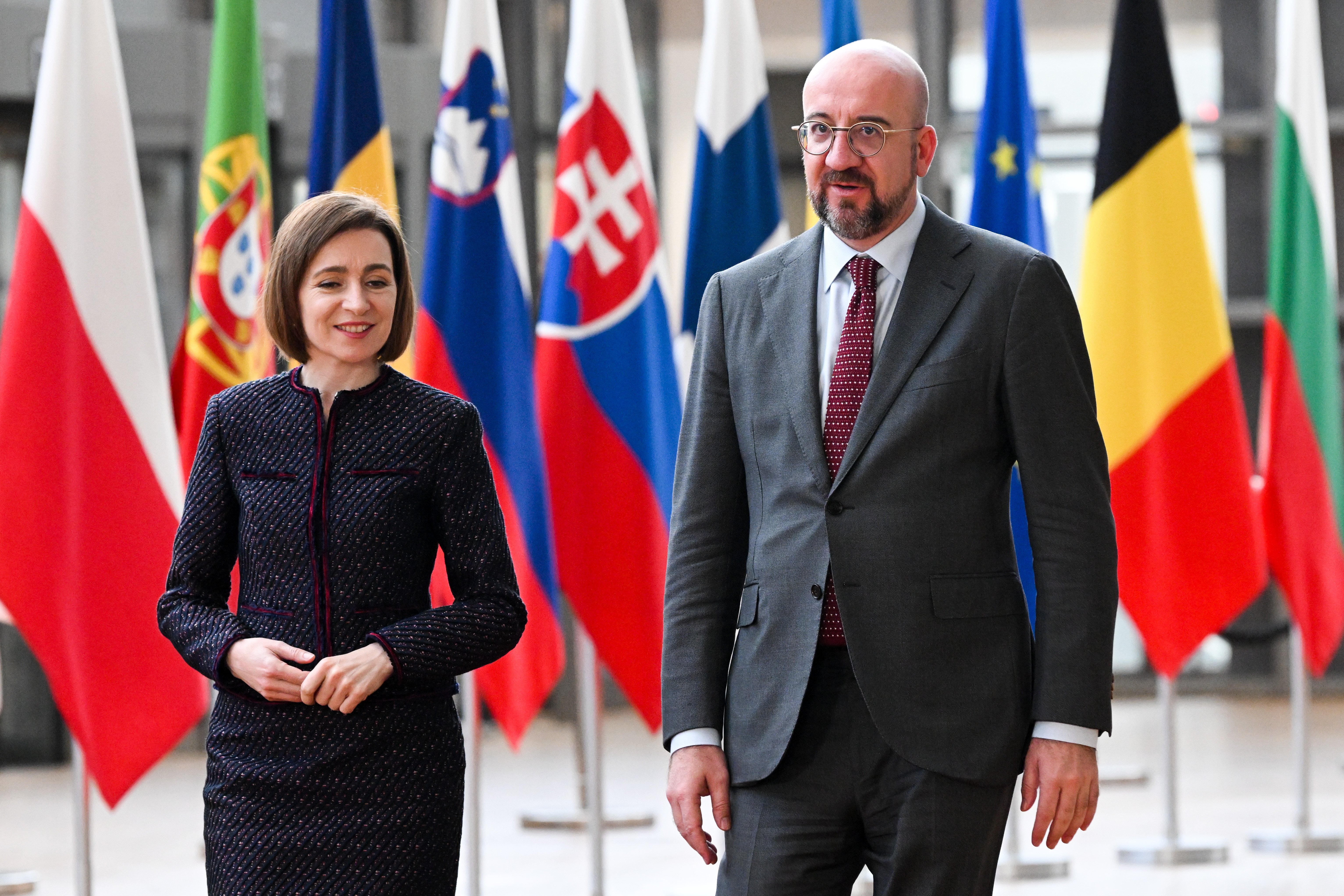
Maia Sandu avec le Président du Conseil européen Charles Michel, en avril 2024.

Courant 2023, Maia Sandu accuse publiquement la Russie d'avoir tenté de renverser le gouvernement moldave en utilisant des soldats habillés en civil pour attaquer des bâtiments de l'État, prendre le contrôle du gouvernement du pays et installer un gouvernement fantoche pro-russe en s'appuyant sur des oligarques moldaves en exil liés aux milieux mafieux. L'évènement provoque une crise dans les relations entre les deux pays,. La guerre provoque également une crise économique qui touche durement l'économie moldave et entraine un mécontentement populaire attisé par le russophile Parti Șor. Accusé de participer aux tentatives de déstabilisation du pays par la Russie, celui ci est interdit sur décision de la Cour constitutionnelle le 19 juin 2023. Début octobre, un système d'achat de voix à grande échelle piloté par l'oligarque Ilan Șor est découvert par les autorités. Bien que la Moldavie soit coutumière de cette pratique, le système prend cette fois ci une ampleur « sans précédents » avec plus de 100 000 électeurs concernés pour un total d'environ 14 millions d'euros, chaque électeur ayant reçu entre 46 et 96 euros par mois en amont du scrutin. Ilan Șor se défend en mettant en avant la légalité des versements, et en accusant le gouvernement moldave de former un État policier. L'achat massif de voix en faveur de candidats pro-russe et de vote « Contre » au référendum est soupçonné d'être la première étape d'un plan de déstabilisation similaire à une guerre hybride, le déclenchement de manifestations devant s'ensuivre en cas de défaite du camp russophile.

## Mise en œuvre

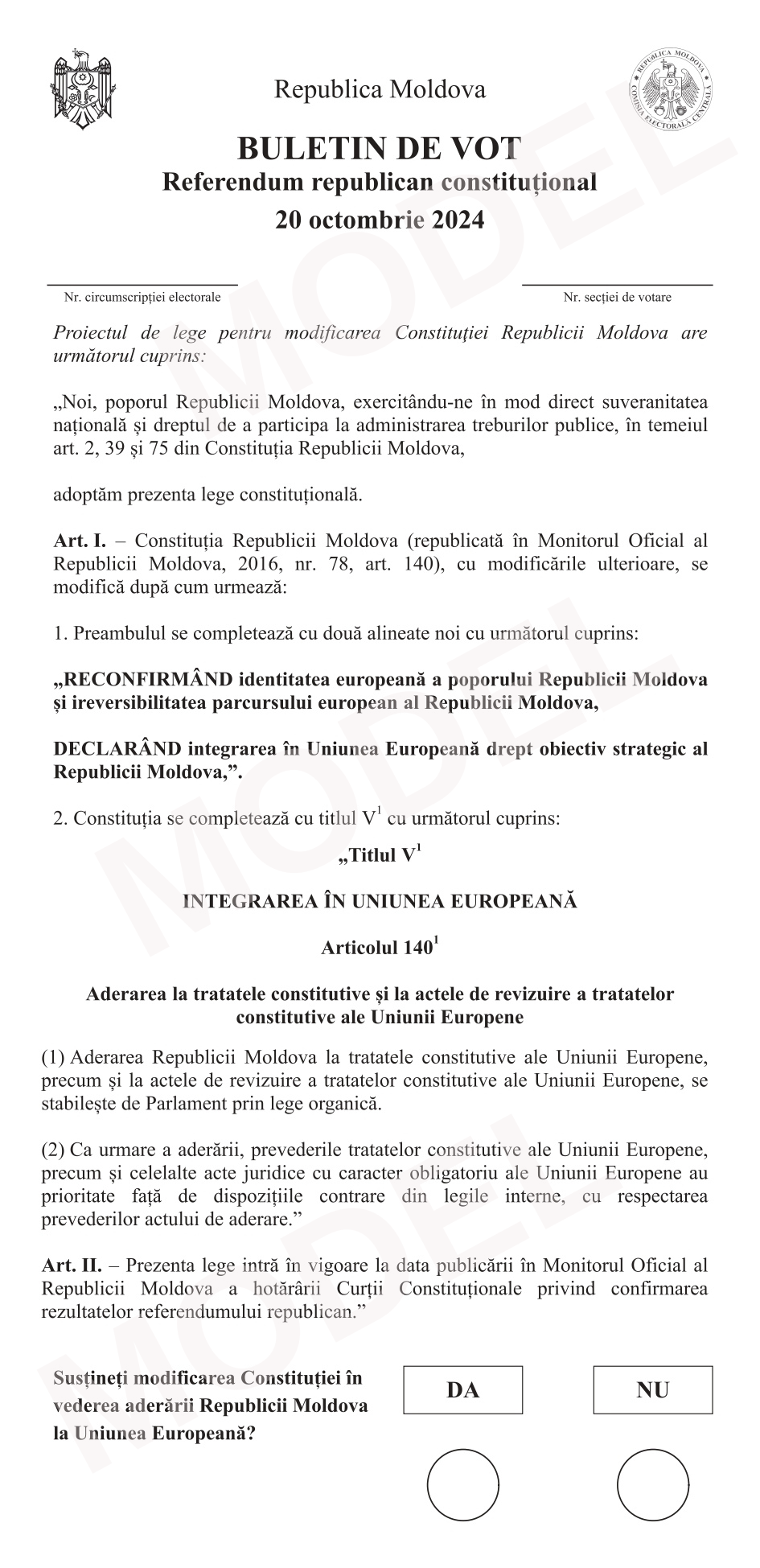
Bulletin de vote utilisé.

Consciente de l'importance du sujet de l'intégration européenne sur la campagne électorale de l'élection présidentielle moldave de 2024, à laquelle elle est candidate à sa réélection, Maia Sandu décide de convoquer un référendum sur l'inscription de l'objectif d'adhésion à l'Union européenne dans la constitution, organisé en même temps que le premier tour de la présidentielle,,.
La loi électorale ne permet alors pas l'organisation d'un tel scrutin en même temps qu'une élection présidentielle. Fort de sa majorité parlementaires de 63 députés sur 101, le Parti action et solidarité vote le 28 décembre une modification de la loi le permettant. L'opposition menée par le Bloc électoral des communistes et socialistes tente sans succès un recours auprès de la Cour constitutionnelle, qui le rejette le 30 janvier 2024, permettant ainsi à la présidente de réitérer le 18 mars sa volonté de convocation du référendum,,. Trois jours plus tard, le Parlement adopte par 54 voix contre 0 une résolution appelant à poursuivre les efforts d'adhésion à l'Union européenne, affirmant ainsi que « seule l'adhésion à l'Europe peut garantir l'avenir du pays en tant qu’État souverain, neutre et pleinement démocratique ». Le vote voit l'ensemble des députés des partis d'opposition quitter l'hémicycle.

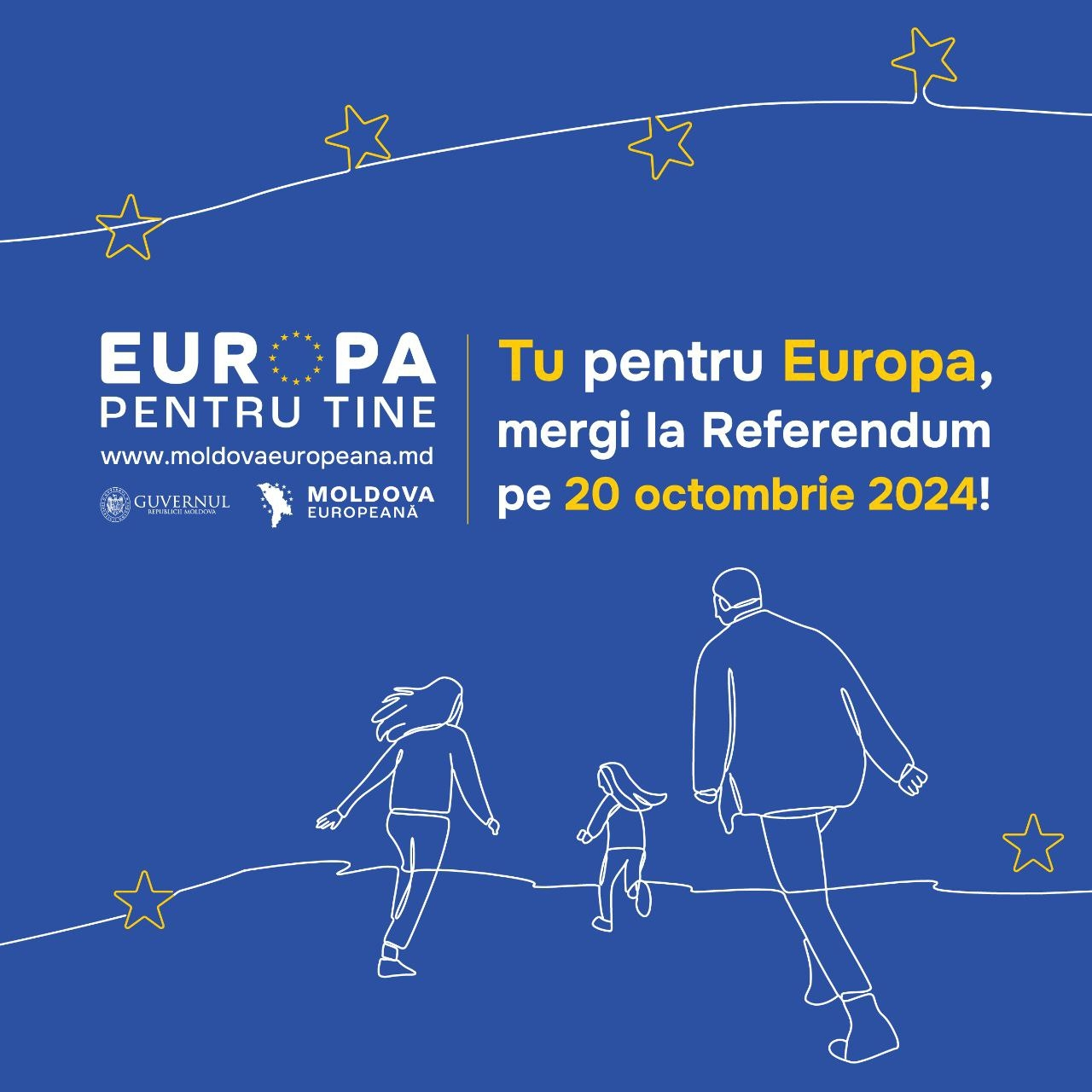
Logo du référendum.

L'initiative de révision de la Constitution moldave est signée par 52 députés, dont 46  la soumettent le 8 avril au contrôle de constitutionnalité de la Cour constitutionnelle,. Cette dernière la juge conforme le 16, et juge également que la révision, en portant sur l'inscription d'un objectif d'adhésion, n'entraine pas elle même une perte de souveraineté, ce qui aurait imposé que la majorité absolue de l'ensemble des inscrits sur les listes électorales la valide par référendum, en accord avec l'article 142 de la constitution. Pour être valide, le référendum n'est par conséquent soumis qu'à un quorum de participation d'un tiers des inscrits, en accord avec l'article 211,,. Le parlement vote le 16 mai la tenue du scrutin en même temps que le premier tour de l'élection présidentielle du 20 octobre 2024.
La question posée est : « Êtes-vous favorable à une réforme constitutionnelle en vue de l'adhésion de la République de Moldavie à l'Union européenne ? »
La révision a ainsi pour objet l'ajout dans la constitution d'un « Titre V : Intégration dans l'Union européenne » avec un article 140 constitué de deux nouveaux paragraphes. Le premier réaffirme l’identité européenne du peuple moldave, et le deuxième l’irréversibilité de la voie d’intégration européenne du pays. L’intégration de la Moldavie à l’Union européenne est énoncée comme un objectif stratégique du pays,.

## Résultats
| Choix                     | Votes     | %         |  |
| ------------------------- | --------- | --------- |  |
| Pour                      | 749 719   | 50,35     |  |
| Contre                    | 739 155   | 49,65     |  |
|                           |           |           |  |
| Votes valides             | 1 488 874 | 97,22     |  |
| Votes blancs et invalides | 42 518    | 2,78      |  |
| Total                     | 1 531 392 | 100       |  |
| Abstention                | 1 489 422 | 49,31     |  |
| Inscrits/Participation    | 3 020 814 | 50,69     |  |
| Quorum de participation   | ✔ 33,33 % | ✔ 33,33 % |  |

| Pour 749 719 (50,35 %) |  |  | Contre 739 155 (49,65 %) |
| ▲                      |  |  |                          |
| Majorité absolue       |  |  |                          |

## Analyse

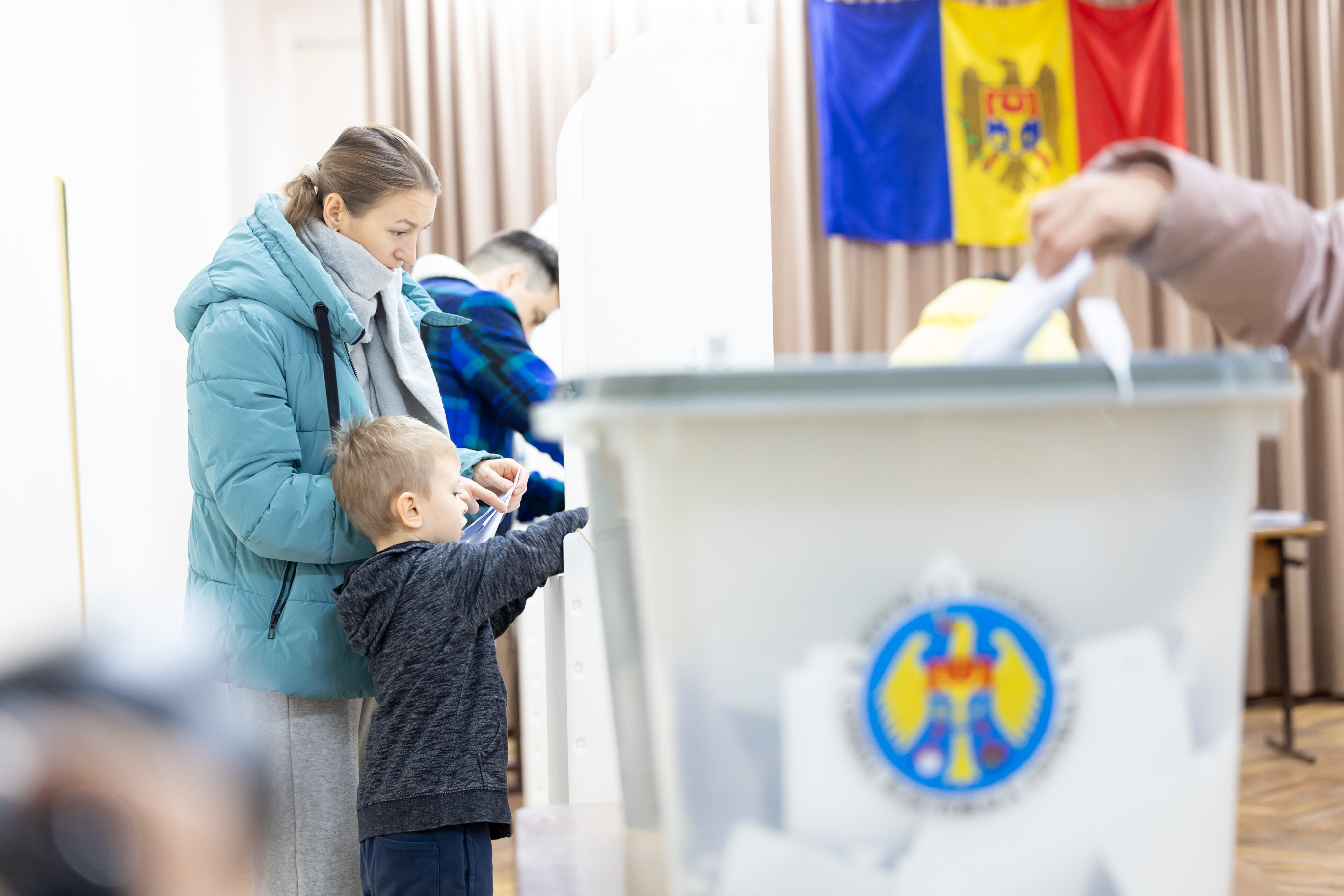
Électrice votant en compagnie de son fils.

Résultats par Raïon

Le scrutin bénéficie d'une bonne participation. Le taux de 33,33 % nécessaire à la validation des résultats est ainsi atteint dès 15 h, avec 36 % de participation. Les premiers résultats donnent initialement le « Non » vainqueur en raison du dépouillement rapide des bulletins des zones rurales — davantage hostile à l'Union européenne — avant que le décompte des bulletins de la capitale et de la diaspora ne fasse finalement basculer la tendance. Une très faible majorité de Moldaves vote ainsi « oui » à l'adhésion de la Moldavie à l'UE, lors d'un référendum plus serré que prévu. Les partisans de la révision constitutionnelle l'emportent avec seulement 50,38 % des suffrages, soit moins de 12 000 voix d'avance. La présidente de la Commission européenne Ursula von der Leyen salue néanmoins le choix moldave d'un « avenir européen » dans un contexte d'intérférence et d'intimidation sans précédent de la part de la Russie. 
Malgré la victoire du Oui, ce résultat bien plus serré qu'attendu affaiblit l'image pro-européenne du pays auprès de ses partenaires de l'Union. Fragilisée par cette victoire en demi-teinte, Maia Sandu se retrouve elle même en difficulté en vue du second tour de l'élection présidentielle. Elle impute ce résultat serré aux opérations de propagande et d'achats de voix menées par des groupes criminels en collaboration avec la Russie et dénonce une « attaque sans précédent contre la démocratie ». La présidente déclare que son gouvernement dispose de preuves documentées de l'achat d'un total d'environ 150 000 voix en faveur du Non, soit 5 % du total des inscrits, avec un objectif de la part des groupes de doubler ce total.
Le Kremlin rejette  « catégoriquement » les accusations d’ingérence. Le porte-parole de la présidence russe, Dmitri Peskov, exige « des « preuves » concernant les « graves accusations » de la présidente pro-européenne moldave. ». L'opposant pro-russe et oligarque Ilan Șor, partisan du « Non », réfugié à Moscou après une condamnation pour fraude, ironise quant à lui sur « la déroute » de Maia Sandu et son « échec lamentable ».
Les résultats sont confirmés valides par la Cour constitutionnelle le 31 octobre, entérinant ainsi ce que Maia Sandu qualifie alors de « pas en avant historique ». Cette dernière remporte le second tour de l'élection présidentielle organisé le 3 novembre suivant avec 55 % des voix sur son adversaire.